# Mare Ingenii

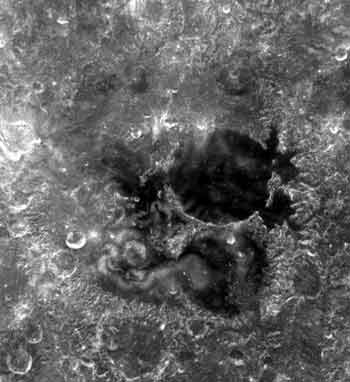
Mare Ingenii.

Mare Ingenii (česky Moře touhy nebo Moře talentů) je měsíční moře rozkládající se na odvrácené straně Měsíce, západo-severozápadně od rozlehlého kráteru Leibnitz, který je jen o něco menší než moře samotné. Střední selenografické souřadnice Mare Ingenii jsou 33,3° J a 164,8° V a průměr cca 282 km. Díky své poloze není pozorovatelné přímo ze Země.
Uvnitř moře leží rozlehlý kráter Thomson, jižně leží Obručev, severozápadně O'Doy a severovýchodně trojice kráterů Zelinskij, Leeuwenhoek a Van de Graaff (s atypickým tvarem, zároveň největší z nich).

## Pojmenování
Oblast byla pojmenována Mare Desiderii (Moře snů, podle ruského Море Мечты) poté, co se z mise vrátila sovětská sonda Luna 3, která jako první získala fotografie odvrácené strany Měsíce. Mezinárodní astronomická unie jej přejmenovala na Mare Ingenii.